# Yasukata Oku
Yasukata Oku (jap. 奥 保鞏 Oku Yasukata; ur. 5 stycznia 1847 w Kokurze, zm. 19 lipca 1930 w Tokio) – marszałek polny Cesarskiej Armii Japońskiej, hrabia.

## Zarys biografii
W 1874 wziął udział w stłumieniu buntu Saga i wyprawie na Tajwan. Podczas buntu klanu Satsuma, jako dowódca 13. Pułku Piechoty, bronił zamku Kumamoto. W czasie wojny chińsko-japońskiej (1894-1895) był dowódcą 5. Dywizji 1. Armii, a następnie 1. Dywizji Gwardii Cesarskiej. W 1895 otrzymał tytuł barona, a w 1903 został awansowany na stopień generała armii.
Podczas wojny rosyjsko-japońskiej (1904-1905) dowodził 2. Armią, która brała udział w bitwach pod Liaoyang, nad Sha He i pod Mukdenem.
W 1906 został odznaczony Orderem Złotej Kani I klasy, rok później otrzymał tytuł hrabiego. W 1911 odszedł w stan spoczynku, po mianowaniu na stopień marszałka polnego.
13 marca 1925 prezydent RP Stanisław Wojciechowski, na wniosek Ministra Spraw Wojskowych i na mocy uchwały Kapituły z 12 marca 1925, odznaczył go Krzyżem Komandorskim Orderu Wojskowego Virtuti Militari (nr 14).